# Johann Flögel
Johann Heinrich Ludwig Flögel (ur. 10 czerwca 1834 w Glückstadt, zm. 25 stycznia 1918 w Ahrensburgu) – niemiecki prawnik i przyrodnik amator (Privatgelehrter). Pracował w Bad Bramstedt jako notariusz. 
W 1889 roku w wieku 55 lat przeszedł na wcześniejszą emeryturę, zamieszkał w Ahrensburgu i zajął się działalnością naukową. W uznaniu jego prac otrzymał w 1875 roku honorowy doktorat Uniwersytetu w Kilonii. W 1885 roku został honorowym członkiem (Fellow) londyńskiego Royal Microscopical Society.
Flögel zajmował się m.in. neuroanatomią owadów. Autor pierwszych znanych zdjęć płatków śniegu (1879). 

## Wybrane prace
- Die Diatomaceen in den Grundproben der Expedition zur Untersuchung der Ostsee. Kiel 1873. (mit Steintafeln)
- Ueber die Höhe des Nordlichts und dessen Lage im Raum. Kiel 1873.
- Ueber die Lippen einiger Oxyurisarten, Zeitschrift für wissenschaftliche Zoologie B. 19, H. 2, S. 234 ff.
- Untersuchungen über die Structur der Zellwand in der Gattung Pleurosigma, M. Schultzens Archiv für mikroskopische Anatomie, Jahrg. 1870, B. 6, S. 472 ff. (mit Tafeln)
- Ueber die quergestreiften Muskeln der Milben, M. Schultzens Archiv für mikroskopische Anatomie, Jahrg. 1872, B. 8, S. 69 ff.
- Über den feineren Bau des Arthropodengehirns. Tageblatt der Versammlung Deutscher Naturforscher und Ärzte 49, 115–120. 1876
- Ueber den einheitlichen Bau des Gehirns in den verschiedenen Insecten-Ordnungen. Zeitschrift für wissenschaftliche Zoologie 30, 556–592. 1878
- Notiz, betreffend die Geruchskörper im Insectengehirn. Zoologischer Anzeiger 6, 539–540. 1883
- Serienpräparate. Zoologische Anzeiger 6, 565. 1883
- Mein Dunkelkasten. Zoologische Anzeiger 6, 566–567. 1883
- Ueber das Nervensystem von Demodex folliculorum. Verhandlungen der Gesellschaft Deutscher Naturforscher und Ärzte 64 (1), 120–121. 1891